# 玉城徹
玉城 徹（たまき とおる、1924年5月26日 - 2010年7月13日）は、昭和・平成期の歌人、文芸評論家。

## 経歴
宮城県仙台市米ヶ袋生まれ。1931年（昭和6年）東京府北多摩郡武蔵野町吉祥寺に転居。1939年（昭和14年）北原白秋主宰の『多磨』に入会。白秋没後は巽聖歌に師事した。青山学院中学部を経て、1944年（昭和19年）第二高等学校卒、東京帝国大学文学部美学美術史科卒。戦時中は学徒動員を経験した。
戦後は都立高校の教師を務めるかたわら短歌を続け、歌壇や戦後派短歌、前衛短歌から距離を置いた独自のスタンスを保ち続けた。1972年（昭和47年）『樛木』で第24回読売文学賞受賞。1978年（昭和53年）歌誌「うた」創刊、2002年（平成14年）まで続けた。1980年（昭和55年）『われら地上に』で第13回迢空賞、1982年『玉城徹作品集』と評論研究業績により立春短歌会の五島美代子賞受賞。2000年（平成12年）の『香貫』で短歌新聞社賞・現代短歌大賞受賞。毎日歌壇選者を長く務めた。

## 家系
- 父：玉城肇（経済学者・愛知大学学長）
- 弟：玉城哲（農業経済学者・専修大学教授）
- 弟：玉城素（現代コリア研究所理事長）
- 長女：花山多佳子（歌人）
- 孫：花山周子（歌人）

## 著書
- 春の氷雪 詩集 河出書房 1947
- 石川啄木の秀歌 短歌新聞社 1972 現代短歌鑑賞シリーズ
- 北原白秋 詩的出発をめぐって 読売新聞社 1974. 読売選書
- 同時代の歌人たち　短歌新聞社 1977.6
- 万葉を溯る 柿本人麻呂をめぐって 角川書店 1979.6
- 茂吉の方法 清水弘文堂 1979.12
- 短歌実作の部屋 短歌新聞社 1983.5
- 芭蕉の狂 1989.3. 角川選書
- 喜劇の方へ 邑書林 1990.11
- 昭和短歌まで その生成過程 短歌新聞社 1991.2
- 大正世代の歌 短歌新聞社 1991.8 現代短歌全集
- 時が、みづからを 長歌集 不識書院 1991.8
- 樛木 歌集 1994.5 短歌新聞社文庫
- 近代短歌とその源流 白秋牧水まで 短歌新聞社 1995.7
- 俳人虚子 角川書店 1996.10
- 香貫 歌集 短歌新聞社 2000.10
- 子規 活動する精神 北溟社 2002.4
- 枇杷の花 歌集 短歌新聞社 2004.10
- 短歌復活のために 子規の歌論書簡 短歌新聞社 2006.4
- 石榴が二つ 歌集 短歌新聞社 2007.5
- 左岸だより 短歌新聞社 2010.12